# 刀鋒伺服器

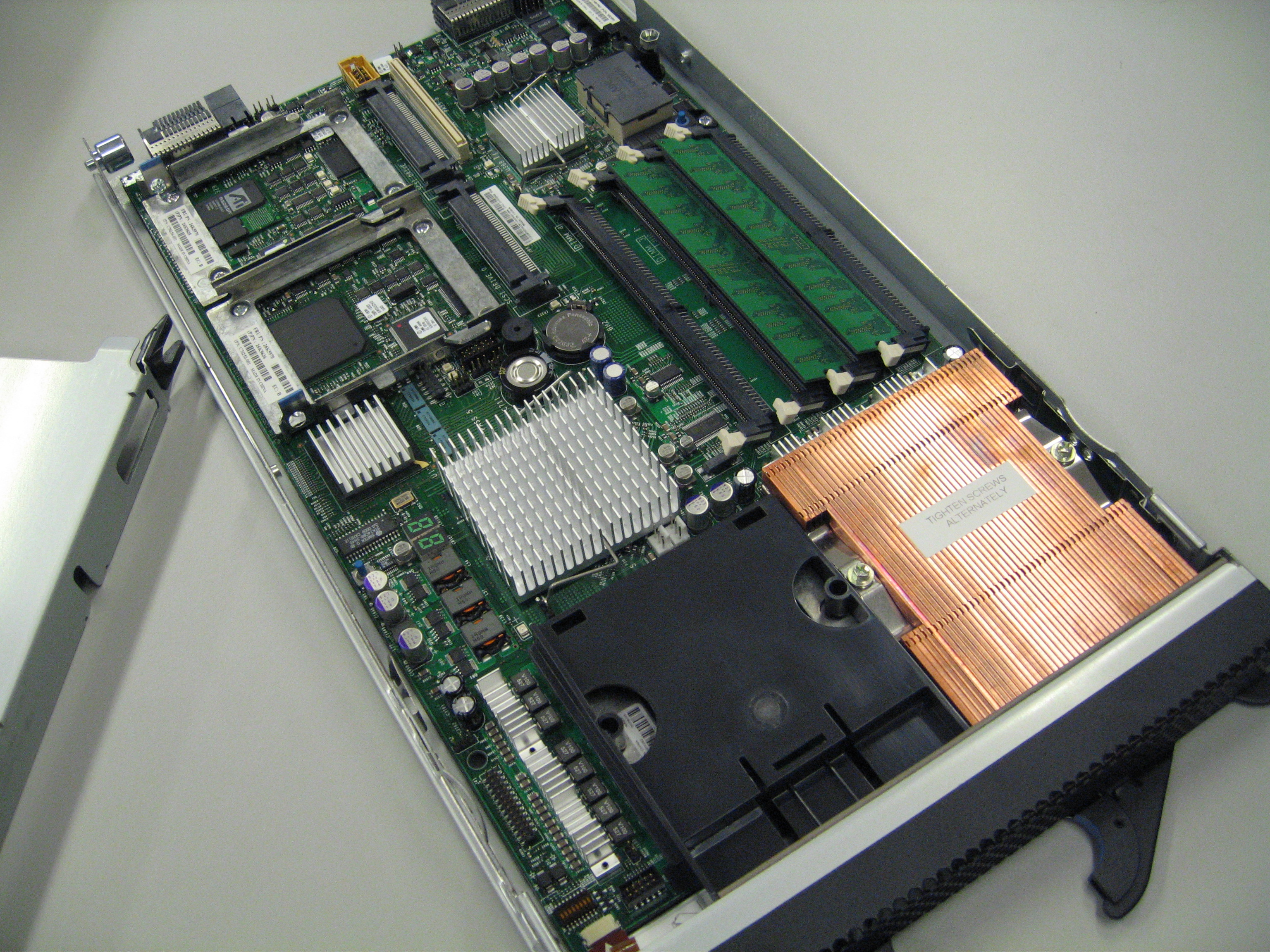
IBM HS20 blade server

刀鋒伺服器（英語：Blade Server），一種單板型態的伺服器，於2001年由RLX科技公司提出。
傳統直立式伺服器，體積大且又佔空間，當企業使用多台伺服器時，主機存放空間更是可觀。因此有機架式（Rack Mount）的伺服器主機出現，將數台1U高度的主機放置機櫃統一管理。1個全高的機櫃約42U的空間，內部容積高度約1867mm。
而刀鋒伺服器則是機架式主機倣效網路及電信設備的卡板式設計再進化。更合乎商業經濟運用而設計，比機架式主機更省空間。刀鋒伺服器有一個完整的機座，以統一集中的方式，提供電源、風扇散熱、網路通訊等功能。而基座上可插置多張單板電腦，因狀似刀片（Blade），因此稱之為刀鋒伺服器，而基座則稱之為刀鋒基座。

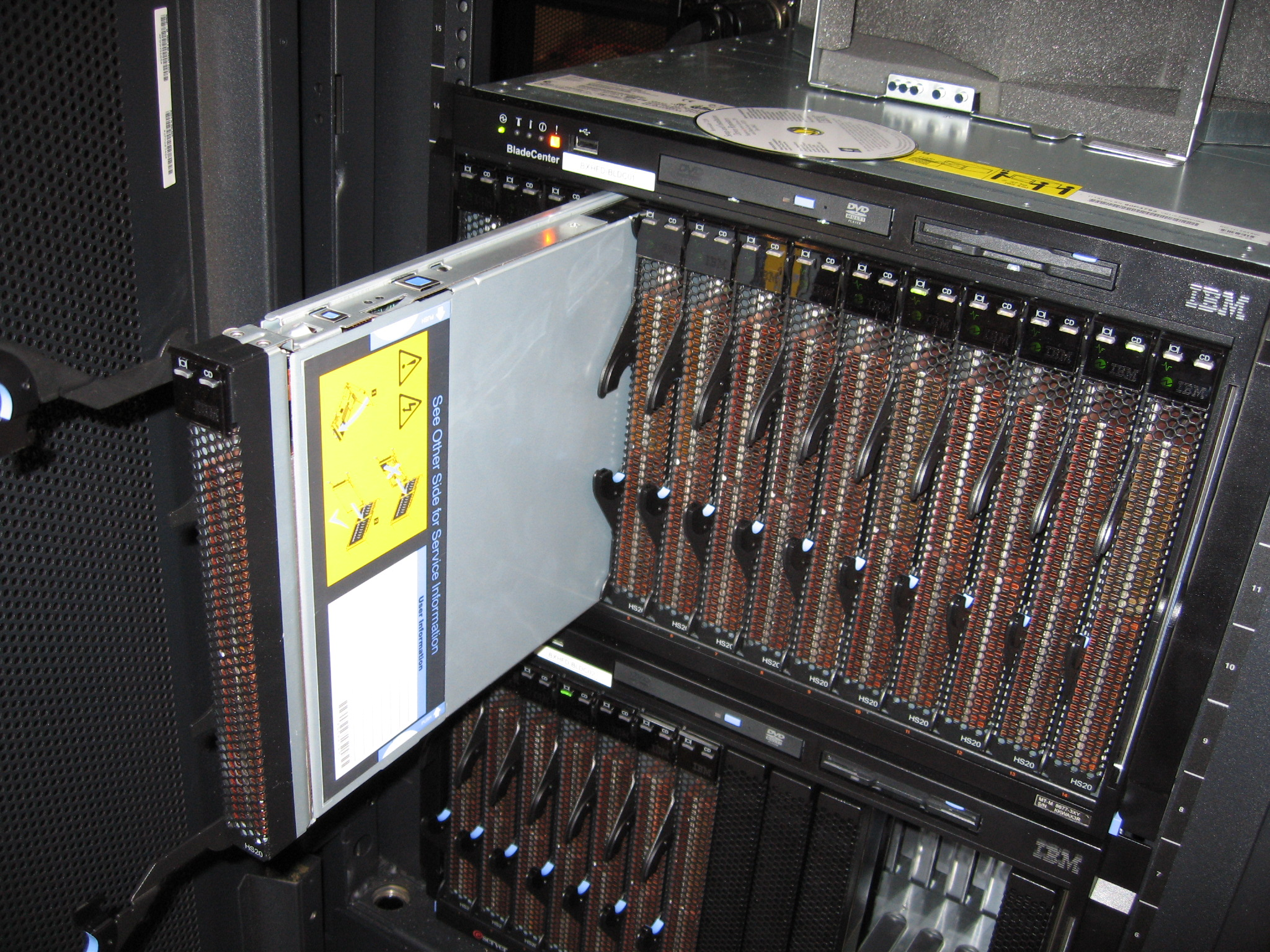
IBM HS20 blade server

由於刀鋒伺服器上，密集的單板電腦組裝特性，導致它對於電源的供應與散熱的需求比一般的伺服器來得高。在一個散熱不佳的機房中，刀鋒伺服器比一般的伺服器更容易導致過熱當機。而且就以頻寬計費的主機代管機房而言，主要的費用是以其租用的頻寬計費，而非承租的機櫃空間的單位數計費，故較無採用刀鋒伺服器的需求。但以承租的機櫃空間單位數計費的機房及叢集運算則會使用刀鋒伺服器以在有限的空間容納更多的電腦。

## 外部連結
- IBM BladeCenter blade servers
- HP blade System